# イヴリン・フッカー
イヴリン・フッカー（1907年9月2日 - 1996年11月18日）は、1957年に発表した論文 "The Adjustment of the Male Overt Homosexual"で有名なアメリカ合衆国の心理学者である。この論文で彼女は、性自認が男性の同性愛者と異性愛者のサンプル群に心理テストを実施し、専門家に同性愛者を特定と彼らの精神的な健康状態を評価するように依頼した。ほかの研究者によって追実験が何回も行われたこの実験は、同性愛者と異性愛者の男性の間には精神的な適応の面で検出可能な差が見られなかったことから、同性愛は精神疾患ではないと主張している。
彼女の研究は、精神疾患の治療歴のある同性愛者男性を含むサンプル群のみを調査することで、同性愛と精神疾患との間に誤った相関関係が形成され、同性愛を精神疾患として分類する根拠となっていたことを論じた。これは、同性愛が異性愛よりも発達的に劣っていないことを主張しているため、文化的異性愛主義を反駁する上で決定的に重要な意味を持つ。彼女が同性愛が病気ではないことを証明したことで、最終的にはアメリカ精神医学会の精神疾患診断統計マニュアルから同性愛が削除されることになった。